# Hoplophaeogenes curticornis
Hoplophaeogenes curticornis är en stekelart som beskrevs av Heinrich 1938. Hoplophaeogenes curticornis ingår i släktet Hoplophaeogenes och familjen brokparasitsteklar. Inga underarter finns listade i Catalogue of Life.